# 1905年鐵路
此條目列出1905年發生有關鐵路運輸的事件。

## 事件

### 1月
- 1月15日：縱貫線南段北延至二八水驛（今二水車站）。

### 3月
- 3月26日：縱貫線南段北延至彰化。

### 4月
- 4月1日：日本鐵道線通車。

### 5月
- 5月15日：縱貫線南段北延至葫蘆墩驛（今豐原車站）。

### 6月
- 6月12日：賓夕法尼亞鐵路列車賓夕法尼亞特別號列車（英语：Pennsylvania Special）（後來成為百老匯特快（英语：Broadway Limited））在芝加哥和紐約市之間創下了204.7公里/小時的速度紀錄。

### 7月
- 7月1日：意大利三間鐵路公司併入國有的意大利國家鐵路。

### 8月
- 8月1日：北海道鐵道函館本線全線通車。
- 8月22日：波特蘭及西雅圖鐵路（英语：Portland and Seattle Railway）成立。

### 9月
- 9月12日：維多利亞瀑布大橋（英语：Victoria Falls Bridge）啟用，是開羅－開普敦鐵路計劃的一部分[1][2]。

### 11月
- 11月3日：芝加哥地鐵舊南側高架系統的恩格伍德支線通車，來往59街交匯站及州立街。
- 11月16日：株洲至醴陵鐵路通車。
- 11月25日：蘆漢鐵路鄭州黃河大橋通車。

### 12月
- 12月3日：安奉鐵路通車。